# ريم البنا
ريم البنا ممثلة تونسية، ولدت في 30 ماي 1981. اتجهت بعد دراستها في الحقوق والإنجليزية إلى مجال الموضة، حيث عملت لمدة عشر سنوات كعارضة أزياء.

## أعمالها

### السينمائية

#### أدوار ثانوية
- حراس روما
- بياترو القديس
- آخر يوم لبومباي
- القديس أوغسطين
- الحجامة

#### أدوار رئيسية
- الدواحة (2009)

### التلفزية
- أقفاص بلا طيور (2009)

## روابط خارجية
- ريم البنا على موقع IMDb (الإنجليزية)
- ريم البنا على موقع قاعدة بيانات الأفلام العربية
- ريم البنا على موقع ألو سيني (الفرنسية)
- ريم البنا على موقع قاعدة بيانات الفيلم (الإنجليزية)
- ريم البنا على موقع كينوبويسك (الروسية)